# エリザベストン
エリザベストン（英: Elizabethton）は、アメリカ合衆国テネシー州の都市。カーター郡の郡庁所在地である。人口は1万4546人（2020年）。
東部北米大陸分水界より西に拓かれた、アメリカ13植民地の最初の開拓地である。

## 地理

### テネシー州東北端
エリザベストンは北緯36度20分11秒 西経82度14分21秒 / 北緯36.33639度 西経82.23917度 (36.344548, -82.201481)に位置している。北西テネシーの中央にあたる。
等時帯はアメリカ東部標準時(UTC-5)に属し、協定世界時との差は－5時間である。
アメリカ合衆国統計局によると、エリザベストン市は総面積24.3km²（9.4mi²）である。うち23.7km2（9.2mi²）が陸地で0.6km2（0.2mi²）が水域である。総面積の2.35%が水域となっている。
エリザベストン市営空港の海抜は1,593フィート (486 m)（カーター郡で一番標高が高いのはローン山で海抜6,285フィート (1,916 m)）であり、この空港は州高速道91号線のストーニー・クリーク出口、市の東部にある。エリザベストンは、近くのブラウントビルにある州立北東工科大学の主キャンパスに隣接する3市地域空港から、より大きな商業便、シャトル便および貨物便の利用が可能である。
リン山頂上の標高は2,380フィート (725 m)であり、エリザベストンの中心街実業地区からはアメリカ国道19-E号線の直ぐ向こうにある (北緯36.350度、 西経82.191度)。
エリザベストンの西の境界はジョンソン市と接している。

### 気候
| テネシー州エリザベストンの気候                                 |                  |                  |                  |                  |                     |                     |                  |                  |                     |                  |                  |                  |                    |
| 月                                                             | 1月              | 2月              | 3月              | 4月              | 5月                 | 6月                 | 7月              | 8月              | 9月                 | 10月             | 11月             | 12月             | 年間               |
| 平均 °F (℃)                                                    | 34.0 °F (1.1 ℃)  | 37.4 °F (3.0 ℃)  | 47.2 °F (8.4 ℃)  | 55.2 °F (12.9 ℃) | 63.4 °F (17.4 ℃)    | 71.1 °F (21.7 ℃)    | 74.4 °F (23.6 ℃) | 73.6 °F (23.1 ℃) | 67.9 °F (19.9 ℃)    | 56.7 °F (13.7 ℃) | 47.0 °F (8.3 ℃)  | 38.2 °F (3.4 ℃)  | 55.5 °F (13.1 ℃)   |
| 最高平均 °F (℃)                                                | 43.7 °F (6.5 ℃)  | 48.0 °F (8.9 ℃)  | 58.9 °F (14.9 ℃) | 67.4 °F (19.7 ℃) | 75.2 °F (24.0 ℃)    | 82.2 °F (27.9 ℃)    | 84.6 °F (29.2 ℃) | 84.1 °F (28.9 ℃) | 79.1 °F (26.2 ℃)    | 69.1 °F (20.6 ℃) | 58.2 °F (14.6 ℃) | 48.1 °F (8.9 ℃)  | 66.6 °F (19.2 ℃)   |
| 最低平均 °F (℃)                                                | 24.3 °F (−4.3 ℃) | 26.8 °F (−2.9 ℃) | 35.4 °F (1.9 ℃)  | 43.0 °F (6.1 ℃)  | 51.6 °F (10.9 ℃)    | 59.9 °F (15.5 ℃)    | 64.1 °F (17.8 ℃) | 63.1 °F (17.3 ℃) | 56.6 °F (13.7 ℃)    | 44.2 °F (6.8 ℃)  | 35.9 °F (2.2 ℃)  | 28.2 °F (−2.1 ℃) | 44.4 °F (6.9 ℃)    |
| 雨量 in. (mm)                                                  | 3.2 in. (81 mm)  | 3.4 in. (86 mm)  | 3.7 in. (94 mm)  | 3.3 in. (84 mm)  | 3.8 in. (97 mm)     | 3.5 in. (89 mm)     | 4.3 in. (109 mm) | 3.2 in. (81 mm)  | 3.3 in. (84 mm)     | 2.6 in. (66 mm)  | 2.9 in. (74 mm)  | 3.4 in. (86 mm)  | 40.7 in. (1034 mm) |
| 降雪量 in. (mm)                                                | 5.2 in. (132 mm) | 4.2 in. (107 mm) | 2.3 in. (58 mm)  | 0.4 in. (10 mm)  | <0.05 in. (<1.3 mm) | <0.05 in. (<1.3 mm) | 0.0 in. (0 mm)   | 0.0 in. (0 mm)   | <0.05 in. (<1.3 mm) | 0.0 in. (0 mm)   | 0.9 in. (23 mm)  | 2.6 in. (66 mm)  | 15.6 in. (396 mm)  |
| Sources for Elizabethton climate statistics: climate-zone.com' |                  |                  |                  |                  |                     |                     |                  |                  |                     |                  |                  |                  |                    |

### 水源

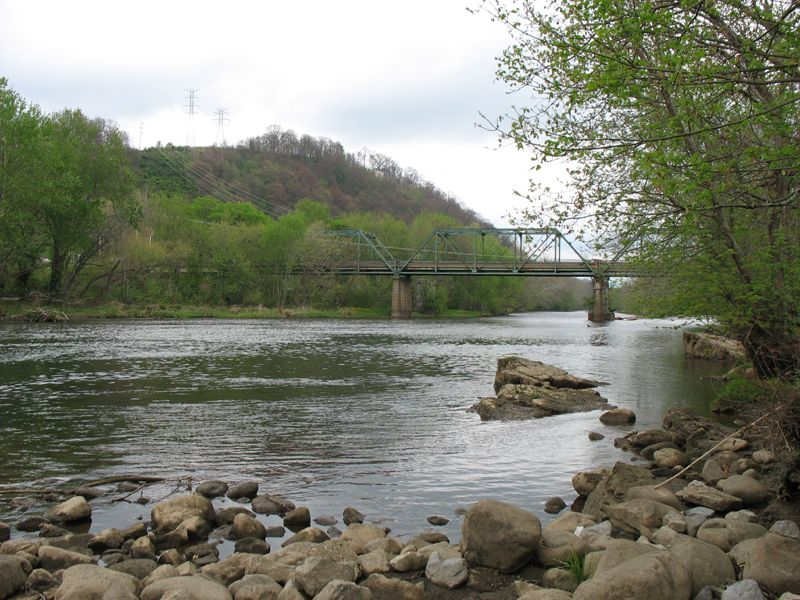
ワトーガ川に架かる鉄橋

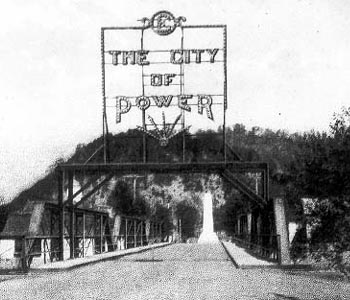
"City of Power"の電気広告

ドー川はローン山州立公園の真南、ノースカロライナ州境近くに発してカーター郡に流れ込んでいる。まず北に流れて州立道路143号線と平行に趨る。ローン・マウンテン地域共同体で西に向きを変え、アメリカ国道19E号線と平行に趨る。ドー川はフォーク山の東を流れ、リトル・ドー川はフォーク山まで西に流れる。
ハンプトンのドー川とリトル・ドー川の合流点から下流では、北へ向かいバレーフォージ地域共同体を抜け、またアメリカ国道19E号線に合う。ハンプトンの真北で山間を抜けると、マッカサーン・スプリングから流れ込む水で水量が豊富になる。
カーター郡の郡庁所在地エリザベストンでワトーガ川に合流する直前に、エリザベストンの歴史的中心街で見られる木製の屋根付橋が架かっている。この橋の更に下流に2つの特徴的なコンクリート製アーチ橋が見られる。一つはエルク・アベニュー橋でもう一つがブロード・ストリート橋である。これらは1928年に架けられた。ドー川とワトーガ川の合流点はブロード・ストリート橋から下流に20分程のところである。
カーター郡のテネシー川流域開発公社による2つの貯水池があり、それぞれTVAワトーガ・ダムのワトーガ湖とTVAウィルバー・ダムのウィルバー湖となっている。これらはエリザベストンからはワトーガ川の上流、南東にある。アパラチアン・トレイルがエリザベストン南東のカーター郡にあるTVA保留地を横切っている。
ワトーガ川はエリザベストンの町中を流れ、町は主に南側の堤にあり、その主な支流であるドー川にも沿っている。中心街実業地区はワトーガ川とドー川の合流点から上流に約4分の1マイル (0.4 km)の所である。ドー川はエリザベストン中心街実業地区にある歴史的木製屋根付橋の下を流れている。
夏の間、急流ラフティングを楽しむ人にはワトーガ川のビー・クリフ早瀬があり、エリザベストンの南東、TVAウィルバー・ダムの下流である。
エリザベストンの西側でワトーガ川の下流は、テネシー州全体で2つしかないマスの釣り場の1つである。

### ホルストン山通信塔
エリザベストン自体は山の稜線やそこそこの丘に囲まれた渓谷の盆地であり、ホルストン山が北東にあって、その稜線の南端が町に迫っている。カーター郡の州道91号線から分かれた林道がホルストン山の東側から3マイル (5 km)登り、最高点の南西稜から4マイル (6.5 km)の所まで続いている。雪や氷に閉ざされている間は、国立森林局が鉄の門で林道を閉鎖する。

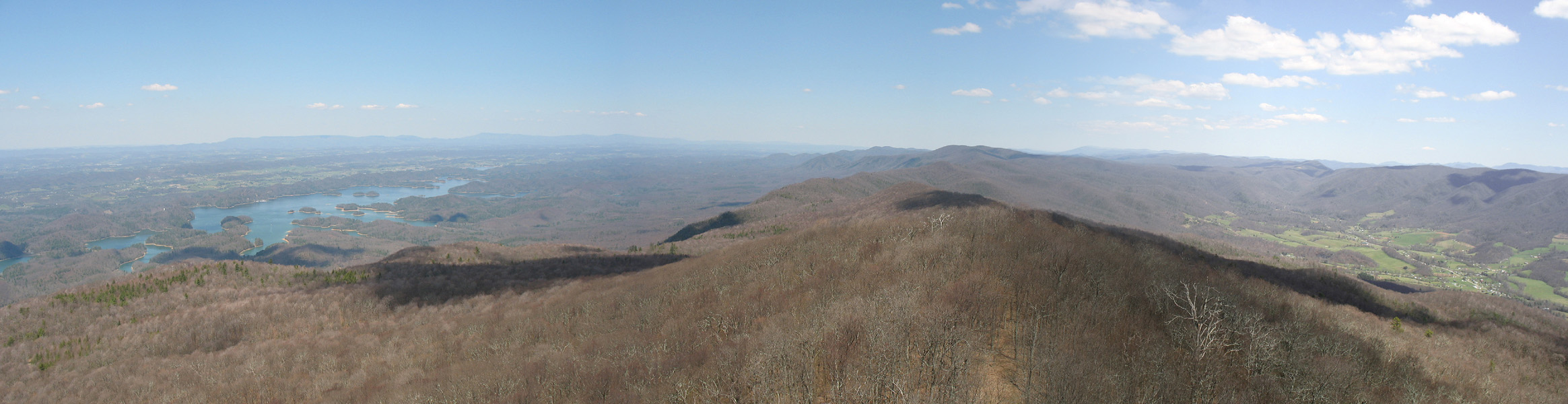
ホルストン山北西方向のパノラマ。

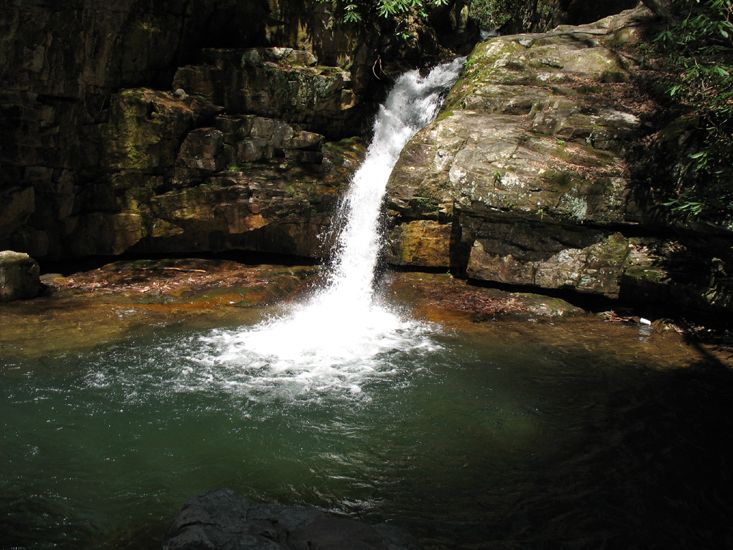
ブルー・ホール滝

チェロキー国立の森近く林道の左手に駐車場と歩道があり、落差約45フィート (13.7 m)のブルー・ホール滝に続く坂道がある。林道の最後の3マイル (5 km)は大雨による流出物、急な断崖が続き、車の転回点もない。この最後の3マイルに来るまで乗り入れるとすれば、後は運転手の責任である。
1950年代と1960年代の初期の放送局がホルストン山をテレビ波の主要な中継所として目を付けた。この山が周辺で一番高い山であり、東テネシーの主要な都市や、ノックスビルからバージニア州のロアノークに至る渓谷まで見通せるからである。この結果テネシーの3都市テレビ市場に向けた3つのテレビ局の中継所となった。WCYB-TVのアンテナは、ライ・パッチ・ノブにあり、アンテナの高さは341フィート (104 m)、設置点は周りの渓谷からの高さが2,431フィート (741 m)、海抜では4,533フィート (1381.6 m)である。アンテナが載っている塔は、この山の人工物では最も高く、また最も高い地点にある。WJHL-TVとWKPT-TVのテレビ塔は、ホルストン山の最高点の南西斜面、ライ・パッチ・ノブからは南西に1マイル (1.5 km)の所に、共通のアンテナ設置場に並んで立っている。WJHL-TVアンテナの高さは200フィート (61 m)、設置点は周りの渓谷からの高さが2,319フィート (707 m)、海抜では4,370フィート (1,332 m)である。WKPT-TVのアンテナの高さは193フィート (58.8 m)、設置点は周りの渓谷からの高さが2,319フィート (707 m)、海抜では4,366フィート (1,331 m)である。テレビ局のデジタル・アンテナも各テレビ塔に据えられている。

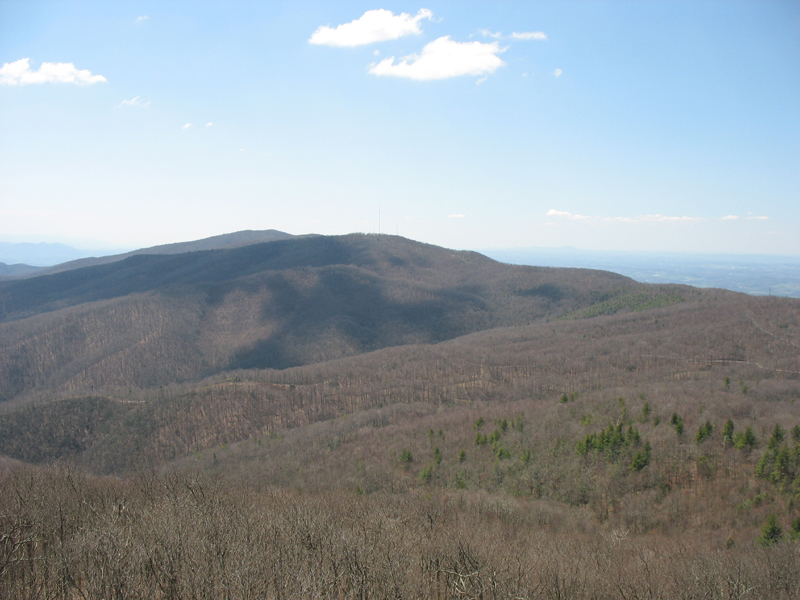
ホルストン山最高点

ホルストン山は3つのFMクラスC局、WTFM-FM 98.5、WXBQ-FM 96.9およびWETS-FM 89.5の中継点でもある。3本のアンテナと予備アンテナはホルストン山の最高点の南西斜面の共通のアンテナ設置場にある。他にもFMクラスC1局WHCB-FM 91.5のアンテナがライ・パッチ・ノブにあり、FMクラスC2局WCQR-FM 88.3のアンテナ、およびFMクラスD局W214AP-FM 90.7のアンテナは、ホルストンの最高点の南西斜面の共通のアンテナ設置場にある。合衆国、テネシー州、サリバン、ワシントンおよびクラーク郡政府の短波中継局が、ホルストン山の最高点やライ・パッチ・ノブから移動通信波を送っている。
連邦航空局もホルストン山の最高点から航空誘導信号を送っている。

### 合衆国州間高速道路システム
州間高速道路 26号線出口24から東に辿るとエリザベストンに至る。 

## 人口動態
以下は2000年の国勢調査による人口統計データである。
基礎データ
- 人口: 13,372人
- 世帯数: 5,454世帯
- 家族数: 3,512家族
- 人口密度: 563.6人/km2（1,459.3人/mi2）
- 住居数: 5,964軒
- 住居密度: 251.4軒/km2（650.9軒/mi2）

人種別人口構成
- 白人: 95.30%
- アフリカン・アメリカン: 2.47%
- ネイティブ・アメリカン: 0.16%
- アジア人: 0.55%
- 太平洋諸島系: 0.01%
- その他の人種: 0.49%
- 混血: 1.02%
- ヒスパニック・ラテン系: 1.18%

年齢別人口構成
- 18歳未満: 18.8%
- 18-24歳: 10.8%
- 25-44歳: 24.5%
- 45-64歳: 23.1%
- 65歳以上: 21.0%
- 年齢の中央値: 40歳
- 性比（女性100人あたり男性の人口）
  - 総人口: 82.3
  - 18歳以上: 76.8

世帯と家族（対世帯数）
- 18歳未満の子供がいる: 26.6%
- 結婚・同居している夫婦: 46.6%
- 未婚・離婚・死別女性が世帯主: 14.7%
- 非家族世帯: 35.6%
- 単身世帯: 32.6%
- 65歳以上の老人1人暮らし: 16.5%
- 平均構成人数
  - 世帯: 2.24人
  - 家族: 2.82人

収入と家計
- 収入の中央値
  - 世帯: 25,909米ドル
  - 家族: 33,333米ドル
  - 性別
    - 男性: 26,890米ドル
    - 女性: 20,190米ドル
- 人口1人あたり収入: 14,578米ドル
- 貧困線以下
  - 対人口: 15.2%
  - 対家族数: 19.4%
  - 18歳未満: 29.8%
  - 65歳以上: 16.1%

## 歴史

### 先住民
現在のテネシー州の地域には、約11,000年前にパレオ・インディアンが最初に定着した。最初の定住からヨーロッパ人が入ってくるまでにこの地域に住んだ集団の名称は知られていないが、考古学者によって幾つかの文明段階が名付けられてきた。アルカイック期、森林期およびミシシッピ文化であり、その指導者はマスコギー族の文化的祖先であり、チェロキー族が川上に移住する前にテネシー川峡谷に住んだ。
スペインの探検家エルナンド・デ・ソトが1539年から1543年にかけて、初めてテネシーに入った時、マスコギー族とユチ族が住んでいた。おそらくヨーロッパ伝来の疫病がインディアン集落を襲い、この地域は人口希薄地帯となった。北部に入植したヨーロッパ人の拡大につれて、バージニアからチェロキー族が南に移住してきた。ヨーロッパ人がこの地域にも入ってくると、マスコギー族、ユチ族、チカソー族およびチョクトー族は南部と西部に移住させられることになった。1838年から1839年にかけて、17,000名近いチェロキー族がカス砦のような「移住宿営地」からアーカンソー州西部のインディアン居留地に行進させられた。この行進は後に涙の道として知られるようになり、行進中におよそ4,000名のチェロキー族が死んだ。

### 植民地人の入植
1759年、ジェイムズ・ロバートソン青年が探検家のダニエル・ブーンとともにアレゲーニー山脈を越えてこの地に入った。ブーンは3回目の探検だった。一行はワトーガ川渓谷にインディアンが何代にも亘って耕作していた「オールド・フィールズ」を見つけ、ロバートソンはトウモロコシを植え付けることにした。ここが今日のエリザベストンである。ブーンはケンタッキーへの探検を続けた。
ロバートソンは一旦ノースカロライナに帰り1767年には結婚した。1771年のアラマンスの戦いの後で、多くのノースカロライナの人々がイギリスに対する忠誠を誓うことを拒否し、ロバートソンが先導して世直しの運動に関わった12,3家族が植民地を離れた。この1隊はそこがバージニア植民地の境界内と信じて、ワトーガ川の堤に入植した。1772年、ロバートソンと開拓者達は北東テネシーのワトーガ川、ドー川、ホルストン川、およびノリチャッキー川がシカモア・ショールズに合流する場所に定着し、独立した地方政府であるワトーガ協会を設立した。
しかし、測量士がその土地はチェロキー族の領土内にあるとしたので、チェロキー族は開拓者に賃貸しするための交渉を要求した。この賃貸しがまさに成立しようとしたときに、チェロキー族戦士が白人に殺されるという事件が発生した。チェロキー族は力に訴えても開拓者を追い出すと脅したが、ロバートソンの巧みな外交術で怒り狂うインディアンを鎮めることができた。
カーター郡はランドン・カーターに因んで名付けられた。カーターは、ワトーガ協会の設立趣意書の条項で規定される議会の議長であり、フランクリン国の議長でもあった。エリザベストンは郡庁所在地であり、カーターの妻、エリザベス・マックリン・カーターに因んで名付けられた。
カーターはカーター郡初期の開拓者ジョン・カーターの息子であり、1780年頃に建てられたカーター邸が今も観光客向けの呼び物となっている。この邸はテネシー最古の木造住宅であり、ワトーガ川堤の上、町の東側にあるブローソ・ストリート・イクステンションに位置している。暖炉の上の壁に掛けられていた絵画の下の層を検査すると、バージニアのプランテーションの景色が出てきたので、ジョン・カーターはバージニアの富裕なプランテーション所有者ロバート・カーターの非嫡出子であり、やはりバージニアのプランテーション所有者ランドン・カーターの義兄弟であった可能性がある。

### アメリカ独立戦争

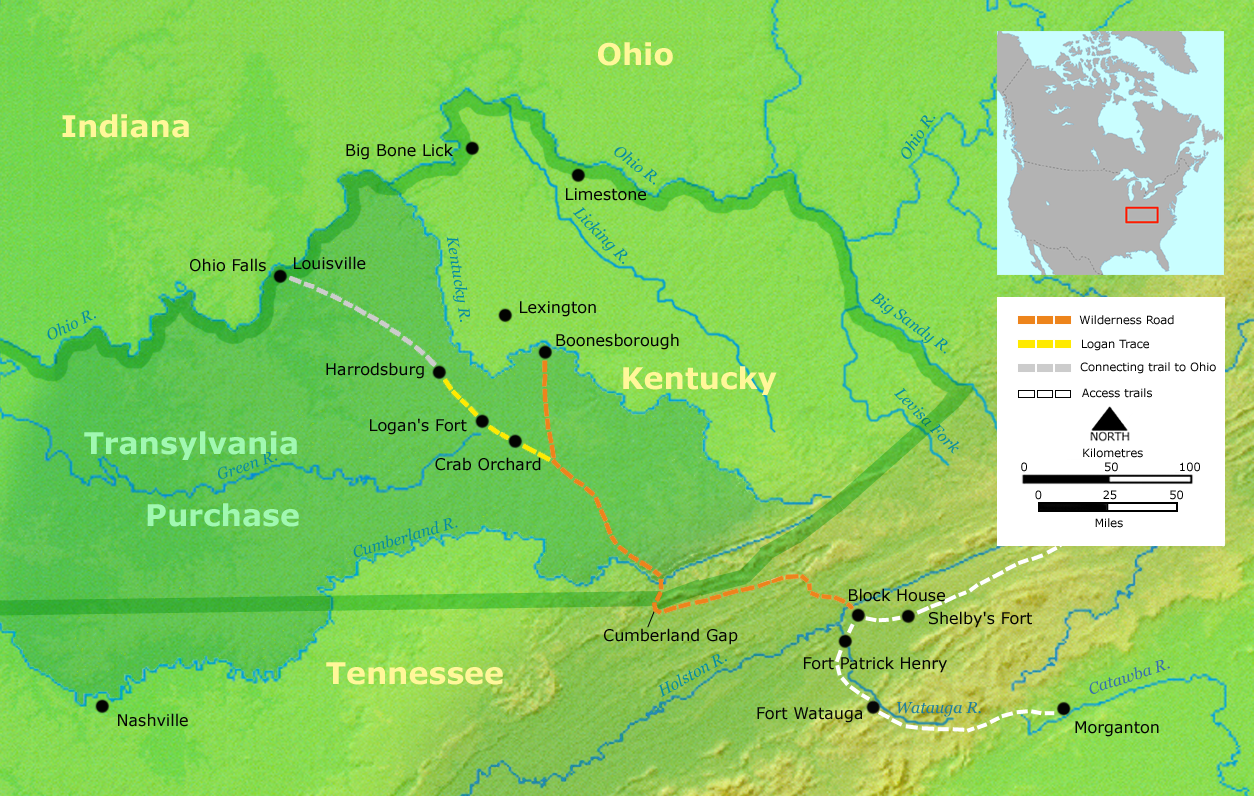
トランシルバニアとワイルダネス道路

シカモア・ショールズにあるエリザベストンには、トランシルバニアのワトーガ砦があった。1775年3月、土地投機家でノースカロライナの判事でもあったリチャード・ヘンダーソンがシカモア・ショールズで1,200名以上のチェロキー族と会合した。チェロキー族の指導者にはアタクラクラ、オコノストタおよびドラッギング・カヌーがいた。ここで結ばれたシカモア・ショールズ条約（ワトーガ条約ともいう）では、カンバーランド川、カンバーランド山脈およびケンタッキー川に囲まれ、オハイオ川の南にある土地全てをヘンダーソンが買収した。このトランシルバニアと呼ばれた土地の広さは2千万エーカー (81,000 km2)あり、今日のケンタッキー州の半分に相当した。ヘンダーソンのこの買収は、インディアンの土地を私的に購入することを禁じたノースカロライナとバージニアの法律および1763年宣言を犯すものであった。ヘンダーソンは、その頃のイギリス法曹界の考え方がこのような買収を法に適っているとしたことを信じていた可能性がある。
ヘンダーソンはシカモア・ショールズ条約に先立って、ケンタッキーを探検したことのある経験を積んだ猟師ダニエル・ブーンを雇い、チェロキー族の集落を訪ねて交渉の予告をさせていた。条約締結の後、ブーンはカンバーランド渓谷を抜けてケンタッキー中央部に至る通称ワイルダネス道路を切り開くために雇用された。ブーンは30名の作業者と共にこの仕事に携わり、ケンタッキー川に至って、ブーンズボロの町（現在のケンタッキー州レキシントン近く）を造った。この町はトランシルバニアの首都とする意図があった。同時にハロッヅバーグの開拓地も造った。ケンタッキーに自発的に入ってきた入植者はトランシルバニアが支配していることを知らなかった。ダニエル・ブーン道路の歴史標識がエリザベストン中心街の実業地区の直ぐ外にある。
アメリカ独立戦争初期の1776年、シカモア・ショールズのワトーガ砦は、トランシルバニア買収に反対するドラッギング・カヌーに率いられたチェロキー族の一派（開拓者達は彼らをチカマウガと呼んだ）の攻撃を受けた。この攻撃を跳ね返したワトーガ砦はワトーガ川堤の辺境に生き残り続けた。

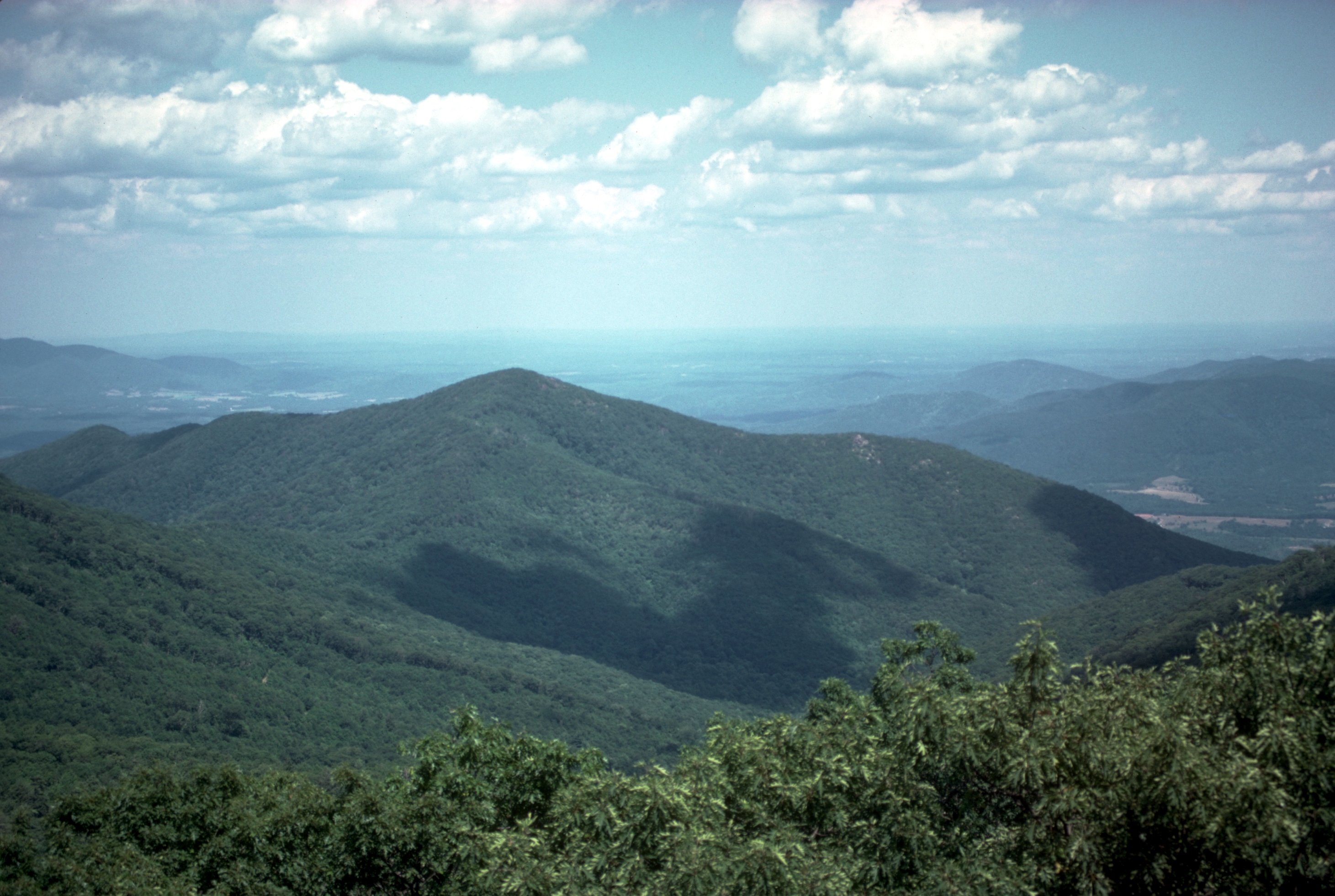
ブルー・リッジ山

ケンタッキーなどの民兵で構成されるオーバーマウンテン部隊はサウスカロライナのマスグレイブス・ミルの戦いでイギリス軍と戦った。1780年9月26日、ワトーガ砦はオーバーマウンテン部隊がアパラチア山脈のブルー・リッジ山とローン山を越える遠征の拠点となった。この部隊は後にノースカロライナのキングスマウンテンの戦いでイギリス軍と対戦し、打ち破ることになった。
アメリカ独立戦争までイギリス植民地としてのアメリカではほとんど火薬の製造が行われておらず、需要のほとんどをイギリスからの輸入に頼っていた。 1777年10月、イギリスの議会はアメリカ植民地に対する火薬の輸出を禁じた。メアリー・パットンという女性とその夫が、ギャップ・クリークにあった製粉所でオーバーマウンテン部隊のために500ポンド (450 kg) の黒色火薬を作った。作った日の夜は雨だったので、オーバーマウンテン部隊はこの火薬を、現在のテネシー州ローン・マウンテン近くにあったシェルビング・ロックとして知られる乾燥した洞穴に貯蔵した。1781年1月、オーバーマウンテン部隊はサウスカロライナであったカウペンスの戦いでもイギリス軍と戦った。

### 南北戦争
アンドリュー・ジョンソンはテネシー州の北軍政府の長官であったが、その推薦によってエリザベストン出身でアメリカ海軍の士官サミュエル・ポハッタン・カーターが名誉准将に昇進し、エイブラハム・リンカーンの指示によってケンタッキーに本拠をおくアメリカ陸軍騎兵隊の指揮を執った。カーターは南北戦争の間テネシー州内の鉄道や橋を南軍の攻撃から守った。
1861年早く、アンドリュー・ジョンソンは、内戦が起こった場合にカーターが合衆国（北軍）に対しての忠誠を守るという文書を受け取り、陸軍省に対するジョンソンの影響力を行使して、カーターに東テネシーにおける民兵の組織化と訓練を任せた。1862年1月19日、カーターはミル・スプリングスの戦いで騎兵隊の攻撃を成功させ、5月には准将の位を受けて、6月のカンバーランド峡谷の戦いと、12月のホルストン、カーターズ・ステーションおよびジョーンズビルに対する襲撃を指揮し、ウィリアム・ローズクランズ将軍のマーフリーズボロ攻撃を支援した。
1863年7月、カーターは第23軍団騎兵隊の指揮を執り、年間を通じてテネシー全体の作戦活動を続けた。1865年、カーターはノースカロライナに転進し、キングストンの戦いでは北軍の左翼を受け持った。カーターは名誉少将に昇進し、一時的に第23軍団の指揮を執り、1866年1月に召集を解除された。
カーターが北軍の陸軍で従軍している間に、アメリカ海軍はカーターを1863年には海軍少佐に、1865年には海軍中佐に昇格させた。エリザベストン中心街のカーター邸の前、ウエスト・エルク・アベニューにテネシーの歴史銘板があり、カーターの人生と海軍の軍歴を記念している。
エリザベストン中心街には2門の野砲に守られる形で古参兵の記念オベリスクが1904年に建てられ、カーター郡出身の北軍と南軍双方の兵士の鎮魂碑とした。

### アメリカ大統領の死
アンドリュー・ジョンソンは、1875年7月31日に、ワトーガ川を望むリン渓谷の娘の家で卒中のために死去した。

### エリザベストンの屋根付橋

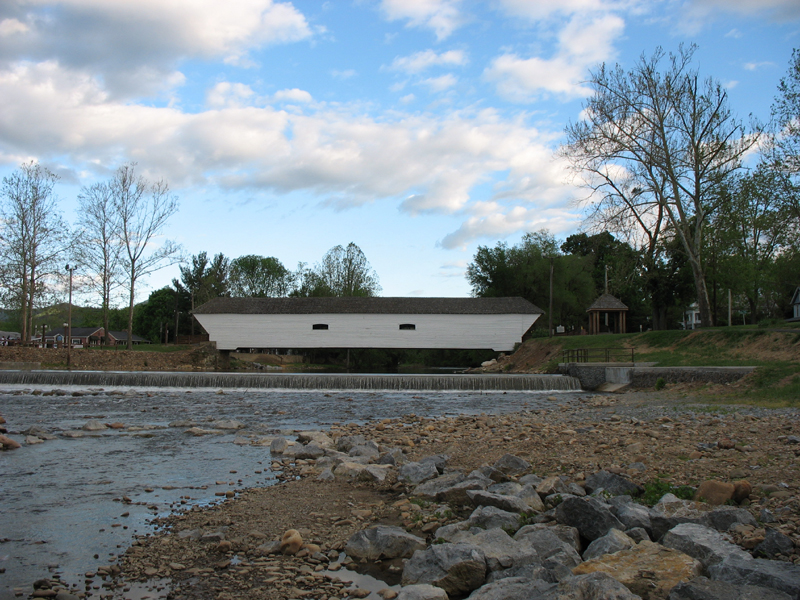
屋根付橋

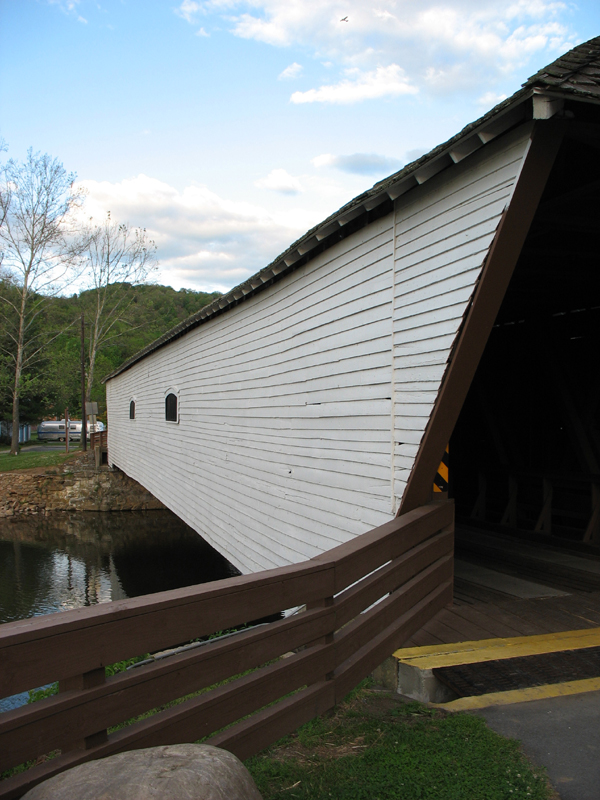

エリザベストン中心街実業地区の中にある歴史的な木製屋根付橋はドー川に架かり、馬車用の道と歩道がある。橋は第3通りとハッティ・アベニューを結び、市民公園の傍にある。自動車の通行は出来ないが、自転車や歩行者は通行できる。
エリザベストンは郡庁所在地として1800年代に発展した。しかし、リン山が東方を遮り、ワトーガ川が北を流れており、ドー川はしばしば洪水を起こし、町の南部の発展を妨げた。現在の中心街のある西方へ拡大していくには、ドー川に架かる橋が必要だった。活発な議論の後でカーター郡政府は橋に$3,000、取付道路に$300の予算を承認した。郡政府は橋を架ける場所の選定委員会を指名した。しかし、委員会は予想もしなかった問題に直面した。橋を架ける資格のある請負業者が見つからなかったのである。
郡の役人では工事業者を見つけられなかったので、町の医者E.E.ハンターが工事を請け負い、橋を架けたことのある作業者を雇用した。ハンターは、東テネシー＝西ノースカロライナ鉄道の技師で建築家であったトマス・マットソンを選んだ。ハンターはこの工事契約で5ドルの利益しか得られなかったので、橋のことを「5ドル橋」と呼んだ。
1901年の大洪水の時は製材所の丸太や納屋が流れてきて橋とその支持構造に当たったが、この地区で生き残った唯一の橋となった。
橋の構造は径間が1つ、屋根はトラス構造で木製の斜材と鉄の垂直材でできており、屋根長さは137フィート (42 m)ある。橋の長さは154.3フィート (47 m)ある。車用と歩行者用の道に分かれている。縁石間の幅は16．4フィート (5 m)、外側の最大幅は20．4フィート (6.2 m)である。補助構造材として、漆喰、石およびコンクリートが使われた。橋の両端は切り妻屋根風になっている。
エリザベストン中心街のほとんどが、その歴史的また建築的価値の故に国定登録歴史記念物に挙げられている。エリザベストン歴史的街区には1700年代後半から1930年代までの様々な財産がある。しかし、エリザベストンの屋根付橋は州の中でも注目を浴び良く知られた記念物となっている。この橋以外にも、中心街歴史的地区には1926エルク・アベニューのコンクリート製アーチ橋があり、少し下流にはブロード・ストリート橋として地元では知られる同様なコンクリート製アーチ橋がある。

### 鉄道の歴史
20世紀の初期に、エリザベストンは鉄道の乗換駅となり、3つの異なる鉄道会社が乗り入れた。
1880年代初め、狭軌の東テネシー＝西ノースカロライナ鉄道（略号ET&WNC、愛称トィーチー）がジョンソン市からエリザベストンを経てブルー・リッジ山に登り、1916年にはノースカロライナのブーンとを繋いだ。1927年、ジョンソン市からエリザベストンまでの9マイル (14 km)は標準軌に切り替えられ、企業のNARCとベンベルグとレーヨンの工場に効率的に貢献することになった。
ET&WNCの狭軌部分は1950年に運転を終え、廃線となったが、標準軌部分は2003年まで東テネシー鉄道として運転された。現在も線路は残されているが、将来は確かでない。
ET&WNC狭軌の蒸気機関車 (Engine #12)のうちの1台は残されて、ブーンの近くにあるトィーチー鉄道テーマパークで運行されている。
南部鉄道がエリザベストンに支線を乗り入れ1940年の洪水まで運行した。これはワトーガ川とドー川の合流点近くの小さな鉄道操車場で、ET&WNCと接続した。
1910年代から1920年代にかけて、もう一つの小さな鉄道、ローレル・フォーク鉄道が、エリザベストンからET&WNCとドー川に平行して走り、ハンプトンとを繋いだ。ハンプトンからは分岐して現在のワトーガ湖近くの製材工場とを繋いだ。

### 北アメリカレーヨン会社およびアメリカン・ベンベルグ会社
1920年代遅く、エリザベストンのワトーガ川堤に、ドイツとオランダの投資会社が2つの大きなレーヨン製造工場（ベンベルグおよび北アメリカレーヨン会社）を起ち上げ、アメリカ国内と輸出向けにレーヨン素材を製造した。今日でも中心街に当時の建物や改装されたものが残っており、1920年代のレーヨン経済発展の名残を見ることができる。
第二次世界大戦の間、合衆国政府はエリザベストンの重要なレーヨン工場を管理した。戦後のレーヨン産業の絶頂期にあたる1949年、2つの工場の雇用者数は6,100名に達した。
スペースシャトル計画でNASAが使用した特殊繊維は1980年代にエリザベストンの工場で作られた。長年にわたってレーヨンの市場が縮小し、海外のGATTやNAFTAとの競争もあって、残っていたレーヨン工場（北アメリカレーヨン会社の所有）は1990年代遅くに閉鎖された。

### 「力の市」とTVA　初期の水力発電
エリザベストンは1910年初期に比較的安価な最初の水力発電エネルギーを利用し、愛称である「力の市」はこのことから言われるようになった。ワトーガ川のホースシュー地区（テネシー川流域開発公社（TVA)ウィルバー・ダム背後の保有地内）はテネシーで初めて水力発電用ダムが建設された地域であり、1909年に開始された工事は1912年には発電と送電を開始させた。

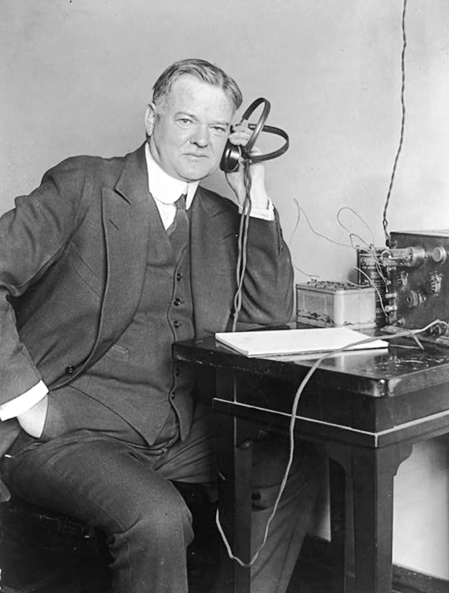
ハーバート・フーヴァー

1928年の大統領選挙で、共和党の候補者ハーバート・フーヴァーは南部遊説の旅の途中でエリザベストンに立ち寄り、リン山の麓、ハーモン・フィールドに集まった5万人の聴衆の前で、10月6日の選挙に向けた街頭演説を行った。
当時、共和党所属の大統領が続いており、最初はカルビン・クーリッジ、次にフーヴァーが、連邦政府の水力開発部局を作るというアメリカ合衆国議会の立法に二人とも拒否権を発動したのは皮肉なことであった。
1933年のTVA法を提案したのは、ネブラスカ州出身で民主党の上院議員ジョージ・ウィリアム・ノリスであり、フランクリン・ルーズベルト大統領の任期中にTVAを創設する水力開発法案が成立した。ノリスは1936年の地方電化法の重要な提案者にもなった。
第二次世界大戦の終戦に続いて1948年に、TVAのワトーガ・ダムおよび貯水池がウィルバー・ダムの上流3マイル (5 km)に完成した。
TVAのウィルバー・ダム発電所には4つの水力発電タービンがあり、出力は10,700キロワットである。

### アメリカ合衆国生誕200周年　-　オーバーマウンテン勝利の道
「自由：シカモア・ショールズのサーガ」（以前の題は「ワトーガンズ」）は、テネシー州の公式野外歴史劇である。毎年7月の最後の木・金・土曜日の3日間エリザベストンのワトーガ歴史協会とシカモア・ショールズ歴史地区によって開催される。公開の配役募集によって、プロもアマも混在する再現劇が行われる。「ワトーガンズ」は北東テネシーの初期の歴史を扱っている。
ハイカー、軍人を演ずる人および斥候が有名なオーバーマウンテン勝利の道を辿る。1975年には、3人のボーイスカウトがその中に混じり、オーバーマウンテン行進を成し遂げた。シカモア・ショールズのエリザベストンからキングスマウンテン国定軍事公園まで片道約214マイル (324 km)であった。1980年ジミー・カーター大統領は、キングスマウンテンでイギリス軍と戦った辺境愛国者のアパラチア山脈越え行進の歴史的意味を理解し、その行路をオーバーマウンテン勝利国定歴史の道として指定する法案に署名した。これは東部アメリカ合衆国では初めての国定歴史の道ということになった。

## 著名なエリザベストン生まれの人および住人
- ウィリアム・ガンウェイ・ブラウンロー (1805-1877):新聞発行者、テネシー州知事、アメリカ合衆国上院議員
- 海軍少将および陸軍少将のサミュエル・ポーハッタン・カーター (1819年8月6日-1891年5月26日):アメリカ海軍と陸軍両方で将官となった唯一の軍人。海軍士官学校の最も初期の卒業者。
- ロバート・ラブ・テイラー（1850年7月31日-1912年3月31日）:テネシー州の政治家
- アルフレッド・A・テイラー（1848年8月6日-1931年11月23日）:テネシー州の政治家
- デイトン・E・フィリップス:アメリカ合衆国下院議員（1947年1月3日-1951年1月3日）、判事
- ジェイソン・ウィッテン:ナショナル・フットボール・リーグ、ダラス・カウボーイズのタイトエンド

### 一般
- City of Elizabethton official site
- Johnson City MTPO - Elizabethton Bike and Pedestrian Trails
- Tour Elizabethton

### 歴史
- The London Gazette. July 30, 1771. (The Battle of Alamance).
- The Wataugans - The Official Outdoor Drama of the State of Tennessee
- Overmountain Victory National Historic Trail - National Park Service.
- Sycamore Shoals State Park - Tennessee Park Service.
- The Overmountain Victory Trail Association.
- Covered Bridges in Tennessee. Tennessee Department of Transportation.
- Existing Covered Bridges in Tennessee.Tennessee Department of Transportation.
- Existing Covered Bridges in Tennessee: Elizabethton Covered Bridge. Tennessee Department of Transportation.
- Doe River Covered Bridge at Elizabethton, Tennessee
- "Robert "King" Carter of Corotoman (1663-1732)". Historic Christ Church. Lancaster County, Virginia.
- National Register of Historical Places - TENNESSEE (TN), Carter County.
- The Generals of the American Civil War - Pictures of Samuel Powhatan Carter
- Elizabethton Rayon Plant Strikes, 1929.  Tennessee Encyclopedia of History and Culture.

### 教育
- Northeast State Technical Community College at Elizabethton.
- Elizabethton City Schools.
- Elizabethton High School.
- T.A. Dugger Junior High School.
- Elizabethton/Carter County Public Library.
- Cy Crumley ET&WNC Photo Collection
- Railroads. The Tennessee Encyclopedia of History and Culture.

### その他
- Photos of Elizabethton, Carter County, Tn. (excellent web site)
- Northeast Tennessee Tourism Association - Online Visitor's Guide
- Tri-Cities Regional Airport (commercial and cargo).
- The Elizabethton Star